# Jan Mulder (voetballer, 1964)
Jan Mulder (25 augustus 1964) is een Nederlands voormalig voetballer. 
Hij stond van 1983 tot 1985 onder contract bij PEC Zwolle '82 en speelde daarvoor bij DOS Kampen. Mulder keerde daar terug speelde meer dan 400 wedstrijden en werd met DOS Kampen in 1988 algeheel amateurkampioen. Hij was daar van 2010 tot 2012 assistent-trainer.

## Statistieken
| Seizoen | Club           | Land      | Competitie | Wed. | Goals |
| ------- | -------------- | --------- | ---------- | ---- | ----- |
| 1983/84 | PEC Zwolle '82 | Nederland | Eredivisie | 3    | 1     |
| 1984/85 | PEC Zwolle '82 | Nederland | Eredivisie | 26   | 1     |
| Totaal  | Totaal         | Totaal    | Totaal     | 29   | 2     |